# Grosshansdelgrupp
Inom representationsteorin av algebraiska grupper, en del av matematiken, är en Grosshansdelgrupp, uppkallad efter Frank Grosshans, en algebraisk delgrupp av en algebraisk grupp som är en observerbar delgrupp för vilken ringen av funktioner på kvotvarieteten är ändligtgenererad.